# Třebíčko (Benešov nad Černou)
Třebíčko (německý ekvivalent neexistoval a používal se název Sankt Gabriela) je téměř zaniklá osada, jejíž zbytky se nachází na toku Černé mezi Benešovem nad Černou a Černým Údolím. Po administrativní stránce spadá právě pod Benešov.

## Historie
V roce 1770 založil v místech osady nizozemský podnikatel Adrian Battista huť nazvanou Trzebiczker Eisenwerk, jejíž součástí byla nejstarší vysoká dřevouhelná pec v jižních Čechách. V blízkosti hutě pak vyrostla menší osada. V roce 1780 ji odkoupil Jindřich John, původem z Hannoverska a usazený v Blansku u Kaplice, po jehož smrti v roce 1790 vše přebrala vdova Cecílie. Roku 1804 pak huť zakoupil Jan Václav Homoláč a daroval ji svým synům, Janu Vincencovi a Eduardu Bedřichovi. Ti se hned další rok spojili s Williamem Baildonem, původem ze Skotska, čímž vytvořili konsorcium, v jehož držení byla huť do roku 1823. V této době prošla pec modernizací, na podzim 1817 se huť objevuje pod názvem Gabriela, posléze jako Gabriela Eisen Hütte.
V následujících letech se konsorcium dostalo do finančních problémů – jedním z hlavních problémů se ukázaly být vysoké náklady na dopravu železné rudy z Českobudějovické a Třeboňské pánve – a tak Gabrielu dne 15. července 1823 odkoupil hrabě Jiří Buquoy. Kromě vlastní vysoké pece je v tuto dobu v huti zmiňována také existence slévárny, několika hamrů a šichtovního domu. V osadě stálo i nezbytné zázemí zaměstnanců – obytné domy, seníky, stáje a skladiště. Produkce huti nebyla nikterak velká (v letech 1823–1824 se zde za 21 týdnů vytavilo 9 300 kg železa), a proto hrabě v roce 1830 huť pronajal podnikateli Janu Procházkovi.
V roce 1838 se pak Gabriely zbavil nadobro, když ji za 8 000 zlatých odkoupil Edward Thomas z anglického Bristolu, jenž vlastnil strojírenské závody na Liberecku. Hrabě se navíc zavázal dodávat dřevo za stálou cenu a v případě nedostatku vody uvolnit její zásoby určené především pro provoz sklárny v Černém Údolí. V roce 1846 je pak v huti kromě vysoké pece uváděna také čtveřice hamrů. Během roku huť vyprodukovala 2 364 centů železa a 832 centů litiny. Thomas také započal s modernizací výroby, huť rozšířil o strojírnu a v roce 1851 i o pudlovnu. Ta ovšem musela být pro nedostatek surového železa zastavena. Na podzim 1840 navíc proběhla rekonstrukce vodních náhonů, jez a splaviště dříví.
V roce 1853 osada znovu změnila majitele, když ji odkoupil velkopodnikatel a loďař Vojtěch Lanna se svými společníky, obchodníkem Kajetánem Kailem a hutním technikem Bedřichem Ballingem, kterého po jeho smrti v roce 1859 nahradil Julius Procházka, jenž vlastnil doly na Kladně. Ti se museli vypořádat s rostoucí cenou a klesajícím množstvím dřeva. S tím souvisel i pokus nahradit část dřeva suchou rašelinou, ovšem situace se nezlepšila v září 1859 musel být provoz vysoké pece ukončen.